# Frederik Brom
Frederik (Freek) Brom (Leiden, 21 februari 1975) is een Nederlandse acteur en presentator.

## Familie
Brom is opgegroeid op kasteel Eikenlust in Beek en Donk. Hij is een kleinzoon van hartchirurg A.G. Brom en Engelandvaarder Robert de Jonge Oudraat en  achterkleinzoon van oud-minister van Economische Zaken Henri Gelissen. Brom is op 20 augustus 2005 te Aarle-Rixtel (Laarbeek) in het huwelijk getreden met actrice Nienke Römer. Zij hebben samen twee dochters.

## Carrière
Brom studeerde in 1998 af aan de Academie voor Drama in Eindhoven. Hij heeft gewerkt bij theatergezelschappen als De Wetten van Kepler, het Noord Nederlands Toneel, Plaza Futura, Stella Den Haag en Toneelgroep Oostpool. Daarnaast is hij bekend van televisie en filmproducties. Zo speelde hij hoofdrollen in de series Lieve lust, Verborgen gebreken, In therapie, Danni Lowinski en Familie Kruys. Ook speelde Brom in diverse films.
In 2007 en 2008 was hij presentator van het televisieprogramma The Phone. Dit programma won een Gouden Roos in Montreux en een Emmy in New York.
Hij deed in 2012-2013 mee aan de serie Expeditie Poolcirkel, een programma van de AVRO. Een groep bekende Nederlanders ging hierin met elkaar de strijd aan tijdens een expeditie naar de noordpoolcirkel. Hij werd uiteindelijk tweede achter de oud-schaatsster Paulien van Deutekom.
In augustus 2013 was hij gedurende twee weken te zien in het toneelstuk The Normal Heart in het DeLaMar theater in Amsterdam, waarin hij de hoofdrol van Ned Weeks speelde. In augustus - oktober 2014 speelde hij dezelfde rol nogmaals in een reprise van de voorstelling.
In 2019 vertolkte hij de rol van Paardenpiet in het Sinterklaasjournaal.
In 2025 deed Brom mee aan het vijfde seizoen van het televisieprogramma De Verraders bij RTL 4 als getrouwe. Hij werd als derde verbannen.

## Filmografie

### Film
- Wilde Mossels (2000)
- De zwarte meteoor (2000)
- Zus & Zo (2001)
- Ik ook van jou (2001)
- Polonaise (2002)
- Kees de jongen (2003)
- Gadjé (2005)
- Het woeden der gehele wereld (2006)
- Alibi (2008) - Rick
- De president (2011)
- De verbouwing (2012) - Bankier
- Chez Nous (2013) - Peter-Jan
- Bankier van het verzet (2018)
- De Expeditie van Familie Vos (2020)
- Zwaar verliefd! 2 (2021)
- Oei, ik groei! (2023)
- De legende van Familie Vos (2024)

### Televisie
- Baantjer, afl. De Cock en de moord in het donker (1998) - blinde man
- Rozengeur & Wodka Lime - Otto Lauterbach (3 episodes, 2004)
- Dunya & Desie, afl. Persoonlijke vragen - Dunya's leraar (2004)
- Lieve lust - Joep (2005-2006)
- Julia's Tango - Pieter van der Meulen (2007-2008)
- The Phone - presentator (2007-2008)
- Verborgen gebreken - Joep (2009-2011)
- In therapie (2010)
- Hart tegen Hard (2011) - Herman
- Zapplive - politiecommissaris in Zappdelict
- Expeditie Poolcirkel - kandidaat
- Flikken Maastricht - Rechercheur Willem van Maas (3 afleveringen in 2013)
- Danni Lowinski (2013-2015) - Olivier Smits
- Overspel (2013) - wethouder Martin Royackers
- Familie Kruys (2015-2019) - Morten Wijdeven
- Missie Aarde (2015) - Florian
- Weemoedt (2016) - Yves
- Chantal komt werken - voice-over
- Sinterklaasjournaal (2019) - paardenpiet
- Flikken Rotterdam (2019) - Richard Muller
- Swanenburg (2021-heden) - Benno Praal

- International Standard Name Identifier: 0000 0001 3362 9815
- Nationale Bibliotheek van Tsjechië: xx0171200
- Virtual International Authority File: 304117234